# Nymphopsis muscosa
Nymphopsis muscosa är en havsspindelart som beskrevs av Loman, J.C.C. 1908. Nymphopsis muscosa ingår i släktet Nymphopsis och familjen Ammotheidae. Inga underarter finns listade i Catalogue of Life.